# Oktober 2005
Dit artikel geeft een chronologisch overzicht van alle belangrijke gebeurtenissen per dag in de maand oktober van het jaar 2005.

## Gebeurtenissen

### 1 oktober
- Het Rotterdamse Neptunus verovert voor de zevende maal het Nederlands kampioenschap.
- Bij bomaanslagen in uitgaansgebieden op het eiland Bali komen 25 mensen om en raken er tientallen gewond.
- De Nederlandse Raad voor de rechtspraak bekritiseert een wetsvoorstel dat ontkenning of verheerlijking van terroristische misdrijven strafbaar stelt.
- Een Russisch Sojoez-ruimtevaartuig vertrekt naar het International Space Station vanuit Kazachstan, met aan boord de derde ruimtevaarttoerist: de Amerikaanse zakenman Gregory Olsen.
- De Nederlander Dick van Dijk wint het wereldkampioenschap van de World Darts Federation.

### 2 oktober
- De zeehondencrèche van Lenie 't Hart in Pieterburen kan vier nieuwe bassins bouwen na een donatie van 23 000 euro.
- voetbal - Mexico wint in Peru het WK voetbal onder 17 jaar door in de finale met 3-0 van titelverdediger Brazilië te winnen. Nederland eindigt op de derde plaats.

### 3 oktober
- Het aandeel KPN stijgt fors na een bericht in de Wall Street Journal dat het Spaanse bedrijf Telefónica een bod van twintig miljard euro overweegt. Beide bedrijven ontkennen dat bod echter.
- De winnaars van de Nobelprijs voor de Fysiologie of Geneeskunde 2005 zijn Barry J. Marshall en J. Robin Warren voor hun ontdekking van de rol van Helicobacter pylori bij maagzweren.
- Ringvormige zonsverduistering, die 's ochtends in delen van Spanje en Noord-Afrika te zien is. De ongeveer 190 km brede schaduw loopt in Spanje van Santiago de Compostella (9:52 MET) over Madrid naar Alicante (9:56 MET).
- Frontex wordt operationeel, het EU-agentschap voor de coördinatie van de bewaking der buitengrenzen.

### 4 oktober
- Het Belgische vorstenhuis is een telg rijker. Emmanuel van België, of voluit Prins Emmanuel Leopold Guillaume François Marie van Saksen-Coburg-Gotha, wordt om 13:06 uur geboren in het Erasmus-ziekenhuis te Anderlecht. Hij is na zijn vader, Prins Filip, en diens twee andere kinderen de vierde in rij voor de troonopvolging.

### 5 oktober
- Voormalig eurocommissaris Frits Bolkestein is negatief over de toekomst van de euro omdat de grotere lidstaten Duitsland, Frankrijk en Italië zich niet houden aan de afspraken in het stabiliteitspact.
- De stad New Orleans moet 3000 werknemers ontslaan. Door de gevolgen van de orkaan Katrina is er geen geld meer voor de salarissen.
- De winnaars van de Nobelprijs voor de Scheikunde zijn Yves Chauvin, Robert H. Grubbs en Richard R. Schrock voor hun werk over metathese in de organische chemie. Chauvin laat echter weten de prijs niet te aanvaarden, omdat hij vindt dat die te laat komt. Hij deed zijn ontdekking namelijk al 35 jaar geleden, dus in 1970.
- Voormalig Belgisch kampioen wielrennen Ludovic Capelle wordt voor achttien maanden geschorst wegens dopinggebruik.
- De Argentijn Mariano Puerta wordt betrapt op dopinggebruik op het toernooi van Roland Garros eerder dit jaar. Hij is niet aan zijn proefstuk toe, want hij werd enkele jaren geleden al eens voor negen maanden geschorst omwille van eenzelfde vergrijp. Nu riskeert hij levenslang geschorst te worden.
- In Mexico en Centraal-Amerika komen zeker 166 mensen om het leven ten gevolge van orkaan Stan. In El Salvador en Guatemala wordt de noodtoestand uitgeroepen.

### 6 oktober
- Een eerste behandeling voor een reageerbuisbevruchting (IVF) moet weer door de ziektekostenverzekering worden vergoed, vindt de Tweede Kamer. Minister Hoogervorst ziet echter geen mogelijkheid daartoe.

### 7 oktober
- De Nobelprijs voor de Vrede gaat naar het Internationaal Atoomenergie Agentschap (IAEA) en het hoofd daarvan, Mohammed el-Baradei, voor hun inzet om de verspreiding van kernwapens tegen te gaan.
- In België staakt de socialistische vakbond ABVV, het openbaar vervoer en de post liggen zo goed als plat. Probleem is het eindeloopbaandebat (VUT).
- De Thaise regering waarschuwt de regering van buurland Maleisië om zich niet te bemoeien met de manier waarop zij de onrust onder de moslims in het zuiden van Thailand aan de Maleisische grens tegemoet treedt. Volgens de Thaise regering kan dit ernstige gevolgen hebben voor de onderlinge betrekkingen.

### 8 oktober
- India, Pakistan en Afghanistan worden 's morgens getroffen door een zware aardbeving met een kracht van 7,6 op de schaal van Richter. Het epicentrum ligt 90 km ten noorden van Islamabad bij de Indus. Tot dusver werden er 20.000 doden gemeld.
- In een voorronde van het Wereldkampioenschap voetbal 2006 wint het Nederlands voetbalelftal in Praag met 0-2 van Tsjechië. Hiermee is deelname aan het wereldkampioenschap verzekerd. België is nu definitief uitgeschakeld na een 0-2 thuisnederlaag tegen Spanje.

### 9 oktober
- Michaëlla Krajicek wint het internationale toernooi van Tasjkent.

### 10 oktober
- De Duitse Angela Merkel wordt de nieuwe bondskanselier van Duitsland en is daarmee de eerste vrouw die dit ambt bekleedt.
- orkaan Stan: In Guatemala wordt een aantal nederzettingen dat door modderstromen is bedolven officieel uitgeroepen tot massagraf, terwijl het geschatte aantal doden de 2000 nadert.
- De eerste uitzending van het Nederlandse televisieprogramma De Wereld Draait Door.

### 11 oktober
- Microsoft schikt de zaak rondom de mediaspelers met concurrent RealNetworks door een bedrag van 761 miljoen dollar te betalen.
- Experts bij de universiteit van de Verenigde Naties voorspellen dat binnen vijf jaar 50 miljoen mensen aangemerkt kunnen worden als milieu-vluchteling.
- Na het bekend worden van gevallen van vogelgriep in Roemenië en Turkije worden overal in Europa maatregelen genomen om uitbreiding te voorkomen. Volgens de Wereldgezondheidsorganisatie duurt het nog ten minste 6 maanden totdat er voldoende inentingsmiddelen zijn om een eventuele epidemie te kunnen bestrijden.
- Parlements- en presidentsverkiezingen in Liberia.
- Het Generatiepact wordt door de regering-Verhofstadt II aan het Belgische parlement voorgesteld.

### 13 oktober
- De Brit Harold Pinter wint de Nobelprijs voor de Literatuur.
- Tsjetsjeense rebellen vallen de luchthaven van de Zuid-Russische stad Naltsjik aan, waarbij enkele tientallen doden te betreuren vallen.
- Geert Wilders en Hirsi Ali doen aangifte wegens doodsbedreigingen.
- wereldkampioenschap voetbal: Oranje is al verzekerd van een WK-plaats, maar speelt net als vorig jaar gelijk tegen Macedonië.

### 14 oktober
- Bill Gates geeft € 800 000 aan het AMC voor de ontwikkeling van menselijke resistentie bij muizen voor de bestrijding van aids.
- Archeologen vinden in het centrum van Nijmegen funderingen van het tot nu toe oudste stenen huis van Nederland.
- De Wereldgezondheidsorganisatie roept landen op meer te doen tegen verspreiding van de vogelgriep.
- Het Binnenhof wordt hermetisch afgesloten vanwege een terreurdreiging. Er worden door de politie arrestaties uitgevoerd in Den Haag, Almere en Amsterdam.

### 15 oktober
- Er wordt in Irak een referendum over de nieuwe grondwet gehouden.
- De maand september 2005 was de warmste ooit op aarde gemeten sinds in 1880 is begonnen met betrouwbare meetinstrumenten, volgens de NOAA.

### 17 oktober
- Bij een politieactie tegen Hells Angels Holland worden 45 mensen opgepakt. Bij invallen in zes clubhuizen en 64 woonhuizen worden onder meer ook twintig vuurwapens in beslag genomen.

### 18 oktober
- Er zijn 9000 nieuwe woorden in de recentste uitgave van de Van Dale.
- KPN komt met een nieuwe kindertelefoon.

### 19 oktober
- Het proces tegen voormalig dictator Saddam Hoessein is begonnen.
- De Chinese overheid publiceert een beleidsnota waarin het aangeeft meer democratie te willen.

### 20 oktober
- Het bekende terreurnetwerk Al Qaida bevestigt de dood van hun topman Abu Azzam.
- Een groep homoactivisten beweert ruim tien bommen in Warschau gelegd te hebben, omdat ze volgens hen gediscrimineerd worden.

### 21 oktober
- De Chinese autoriteiten blokkeren in een aantal gebieden, waaronder Shanghai, toegang tot Wikipedia. In China worden duizenden websites geblokkeerd of gecensureerd.
- Griekenland en Turkije worden getroffen door een aardbeving.
- Een nieuw medicijn tegen suikerziekte verhoogt de kans op hartfalen.

### 22 oktober
- Orkaan Wilma maakt haar eerste dodelijke slachtoffers in Mexico.
- H5N1 is nu ook al geconstateerd in Kroatië. In Groot-Brittannië bezweek een papegaai afkomstig uit Suriname eraan. Vogels in Artis zijn ertegen ingeënt.
- De Gouden Televizier-Ring gaat dit jaar naar Jan Smit.
- Viering van 50 jaar Eurovisiesongfestival.

### 23 oktober
- Lech Kaczyński wint de presidentsverkiezingen met 55,4% van de stemmen. De kans bestaat dat zijn tweelingbroer Jarosław premier wordt.

### 24 oktober
- Rosa Parks, een Amerikaanse burgerrechtenactiviste, overlijdt op 92-jarige leeftijd.
- De Amerikaanse president George Bush benoemt Ben Bernanke als opvolger van Alan Greenspan om vanaf 1 januari 2006 het voorzitterschap in te vullen van het Amerikaanse centralebanksysteem.

### 25 oktober
- Ongeveer 78 procent van de stemmers heeft de ontwerp-grondwet in Irak aanvaard. Daarmee is ze aangenomen en officieel van kracht, want in slechts twee provincies werd ze met een ruime tweederdemeerderheid afgekeurd, en voor een algemene verwerping hadden dat er minstens drie moeten zijn.
- Spaanse vissers blokkeren negen belangrijke havens om brandstofsubsidie af te dwingen.

### 26 oktober
- De televisieactie op Nederland 2 voor de slachtoffers van de aardbeving in Pakistan levert ruim twintig miljoen euro op.

### 27 oktober
- Elf mensen die werden vastgehouden in het cellencomplex op Schiphol komen bij een brand om het leven.

### 28 oktober
- In België wordt op grote schaal gestaakt tegen het Generatiepact en het optrekken van de pensioengerechtigde leeftijd van 58 naar 60 jaar.

### 29 oktober
- De Eems is voor het eerst weer bevaarbaar nadat een schip daar twee weken geleden gezonken was.
- Bij bomexplosies op vijf drukke markten in Delhi komen minstens 61 mensen om het leven en vallen er ook tientallen gewonden.

### 30 oktober
- Verenigde Staten van Amerika: President Bush draagt Samuel Alito voor als rechter in het Hooggerechtshof.
- De in de Tweede Wereldoorlog verwoeste Frauenkirche in Dresden wordt veertien jaar na het begin van de herbouw gewijd.
- In België geldt vanaf vandaag in sommige gemeentes de ophokplicht voor pluimvee.

### 31 oktober
- Advocaat Evert Hingst wordt in Amsterdam vermoord.
- Het United Nations Development Programme (Unep) heeft een atlas gepresenteerd met veranderingen van meren in Afrika: het Tsjaadmeer is massief verkleind, de oevers van het Nakurameer in Kenia zijn ontbost en de oevers van het Victoriameer zijn sterk bevolkt gedurende de laatste tientallen jaren.

<< · januari · februari · maart · april · mei · juni · juli · augustus · september · oktober · november · december · >>